# Milena Canonero
Milena Canonero (Torino, 13 luglio 1949) è una costumista italiana che lavora per produzioni cinematografiche e teatrali.
Per il suo lavoro nell'industria cinematografica ha vinto quattro volte l'Oscar ai migliori costumi ed è stata nominata per nove volte. Tra le sue collaborazioni più importanti: Stanley Kubrick, Francis Ford Coppola, Sofia Coppola, Sydney Pollack, Roman Polanski e Wes Anderson.

## Biografia
Nata a Torino, dopo aver compiuto gli studi di storia e arte del costume a Genova, si trasferisce a Londra. Nella capitale inglese ha l'opportunità di incontrare personalità del cinema e del teatro. Il suo primo lavoro sarà per uno spot pubblicitario di Hugh Hudson. Incontra Stanley Kubrick e sua moglie Christiane attraverso il giornalista Riccardo Aragno grande amico della famiglia Kubrick, e inizia a lavorare nel cinema a fianco del celebre regista.
Lavora anche nel settore del montaggio e Kubrick le offre il primo incarico da costumista per Arancia meccanica. Per il celebre film di Kubrick la Canonero ha ideato look diventati poi iconici, come la bombetta del protagonista interpretato da Malcolm McDowell, simbolo dell'English establishment dissacrato dalla paura e dall'inquietudine che il personaggio provocava. Le affida le stesse mansioni per Barry Lyndon, per cui si aggiudica l'Oscar insieme a Ulla-Britt Søderlund. Hugh Hudson le affida i costumi di Momenti di gloria, storia di due atleti ambientata negli anni venti. Il suo lavoro aiuta il film a trascendere dall'ordinario e le regala il suo secondo Oscar.
Viene nominata all'Oscar altre cinque volte, per film come La mia Africa, Dick Tracy, Tucker - Un uomo e il suo sogno, Titus, L'intrigo della collana. Nel 2007 viene premiata ancora una volta con l'Academy Award per Marie Antoinette di Sofia Coppola. Nello stesso anno lavora ai costumi per I Viceré di Roberto Faenza e Il treno per il Darjeeling di Wes Anderson. Nel 2010 collabora con Joe Johnston per Wolfman. Nel 2015 vince il quarto Academy Award per il film di Wes Anderson Grand Budapest Hotel, la sua nona nomination. Nel 2017, al Festival di Berlino, le viene assegnato l'Orso d'oro alla carriera.
Negli anni '90 ha firmato la sua prima scenografia per il film Inserzione pericolosa di Barbet Schroeder. Milena Canonero ha anche lavorato nella produzione cinematografica, per alcuni film tra i quali Good Morning Babilonia (1987) di Paolo e Vittorio Taviani e Tango nudo (1990) di Leonard Schrader. Nel 2018 una selezione di costumi da lei disegnati per Marie Antoinette di Sophia Coppola sono stati esposti al Museo del Tessuto di Prato.
Nel 2015 alcune delle sue creazioni sono state esposte a Palazzo Braschi, a Roma, nell'ambito di una mostra dedicata ai costumisti italiani. Ha creato una sua linea di abbigliamento e collaborato con grandi marchi come Prada. Milena Canonero ha anche curato la regia di un cortometraggio pubblicitario e di un film dedicato al costumista italiano Piero Tosi, che lei ha sempre considerato come maestro e al quale ha dedicato l'Oscar ricevuto per Grand Budapest Hotel.

## Vita privata
È sposata dal 1980 con l'attore Marshall Bell e vive a Los Angeles.

## Estetica
Milena Canonero ha uno stile unico e riconoscibile, l'uso del costume non è solo a fini naturalistici, ma al contrario diventa mezzo ulteriore di espressione per il regista e i suoi personaggi. I costumi diventano loro stessi degli attori della storia, portandone agli estremi le potenzialità espressive. Questo è evidente nelle collaborazioni con i registi più particolari, come Kubrick, e più estrosi come Anderson. La sua mano si riconosce dall'attenzione quasi ossessiva ai dettagli e dall'acuto perfezionismo, ad esempio per Barry Lyndon lavorò su dei costumi originali del XVIII secolo seguendo il modello viscontiano di Piero Tosi.
Sempre attenta al rispetto del contesto storiografico, la Canonero è famosa per condurre lunghe ricerche per confezionare i suoi costumi. Per i costumi premiati all'Oscar di Gran Budapest Hotel, invece, si è ispirata ai quadri di Klimt. Altra tendenza tipica della costumista italiana è quella di mischiare dettagli di diverse epoche storiche. Esempio iconico è quello delle sneakers acutamente posizionate sul set settecentesco di Marie Antoinette di Sofia Coppola, chiaro segno della volontà del film di attualizzare il personaggio della regina.

## Filmografia

### Costumista

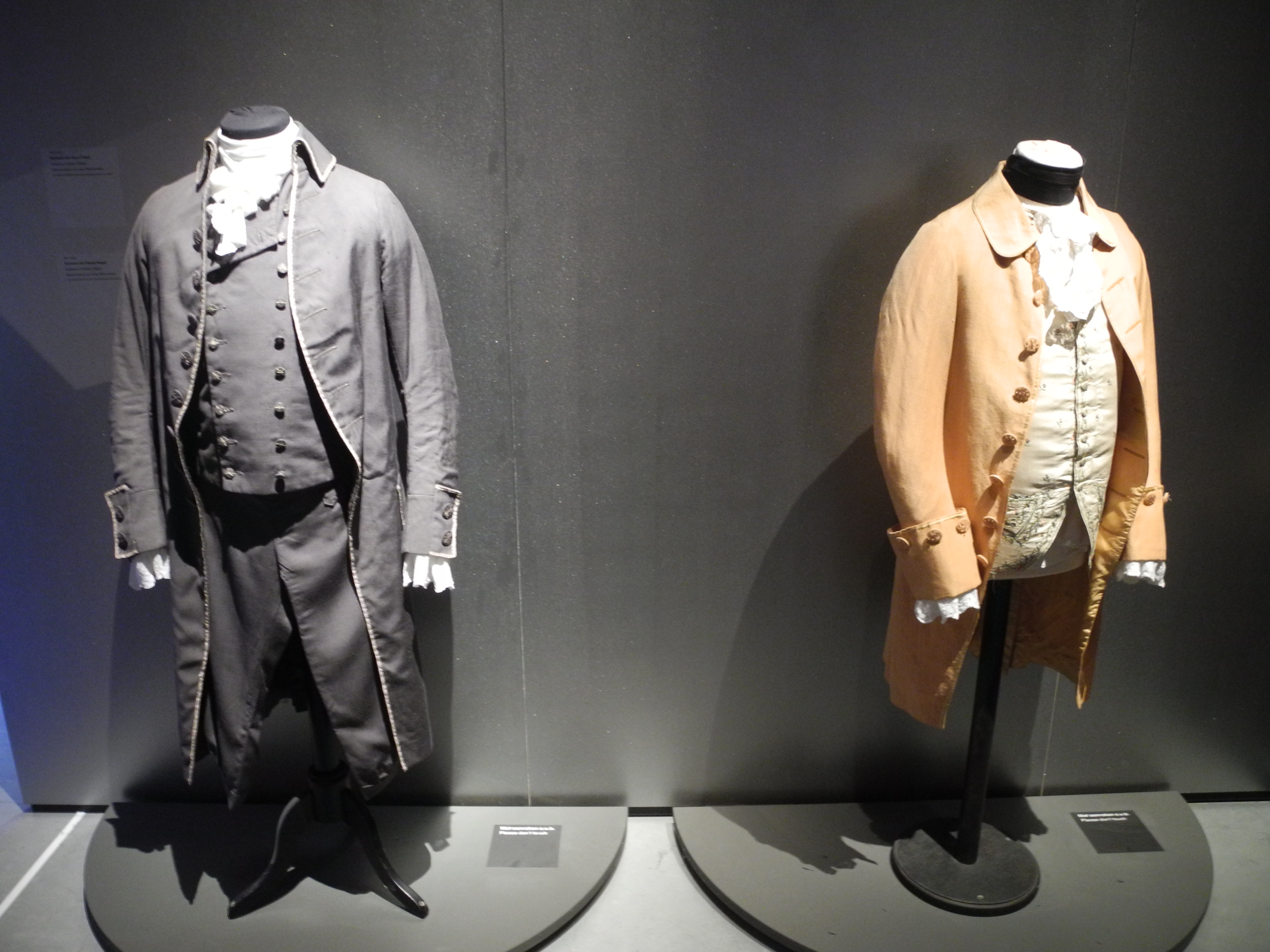
Costumi indossati durante le riprese del film Barry Lyndon, che ottenne nel 1976 l'Oscar ai migliori costumi

- Arancia meccanica (A Clockwork Orange), regia di Stanley Kubrick (1971)
- Barry Lyndon, regia di Stanley Kubrick (1975)
- Fuga di mezzanotte (Midnight Express), regia di Alan Parker (1978)
- Shining (The Shining), regia di Stanley Kubrick (1980)
- Momenti di gloria (Chariots of Fire), regia di Hugh Hudson (1981)
- Cotton Club (The Cotton Club), regia di Francis Ford Coppola (1984)
- La mia Africa (Out of Africa), regia di Sydney Pollack (1985)
- Barfly - Moscone da bar (Barfly), regia di Barbet Schroeder (1987)
- Tucker - Un uomo e il suo sogno , regia di Francis Ford Coppola (1988)
- Dick Tracy, regia di Warren Beatty (1990)
- Il padrino - Parte III (The Godfather: Part III), regia di Francis Ford Coppola (1990)
- Il danno (Fatale), regia di Louis Malle (1992)
- Inserzione pericolosa (Single White Female), regia di Barbet Schroeder (1992)
- Love Affair - Un grande amore (Love Affair), regia di Glenn Gordon Caron (1994)
- La morte e la fanciulla (Death and the Maiden), regia di Roman Polański (1994)
- Titus, regia di Julie Taymor (1999)
- L'intrigo della collana (The Affair of the Necklace), regia di Charles Shyer (2001)
- Le avventure acquatiche di Steve Zissou (The Life Acquatic with Steve Zissou), regia di Wes Anderson (2004)
- Ocean's Twelve, regia di Steven Soderbergh (2004)
- Marie Antoinette, regia di Sofia Coppola (2006)
- Bella sempre (Belle toujours), regia di Manoel de Oliveira (2006)
- I Viceré, regia di Roberto Faenza (2007)
- Il treno per il Darjeeling (The Darjeeling Limited), regia di Wes Anderson (2007)
- Wolfman (The Wolfman), regia di Joe Johnston (2010)
- Carnage, regia di Roman Polański (2011)
- Something Good, regia di Luca Barbareschi (2013)
- Grand Budapest Hotel (The Grand Budapest Hotel), regia di Wes Anderson (2014)
- I fratelli Sisters (The Sisters Brothers), regia di Jacques Audiard (2018)
- The French Dispatch of the Liberty, Kansas Evening Sun, regia di Wes Anderson (2021)
- Hill of vision, regia di Roberto Faenza (2022)
- Asteroid City, regia di Wes Anderson (2023)
- Megalopolis, regia di Francis Ford Coppola (2024)
- La trama fenicia (The Phoenician Scheme), regia di Wes Anderson (2025)

### Scenografa
- Inserzione pericolosa (Single White Female), regia di Barbet Schroeder (1992)

### Attrice
- Stanley Kubrick: A Life in Pictures, regia di Jan Harlan - Documentario (2001)

## Riconoscimenti
- Premio Oscar
  - 1976: Vinto - Migliori costumi per Barry Lyndon
  - 1982: Vinto - Migliori costumi per Momenti di gloria
  - 1986: Candidatura - Migliori costumi per La mia Africa
  - 1988: Candidatura - Migliori costumi per Tucker - Un uomo e il suo sogno
  - 1991: Candidatura - Migliori costumi per Dick Tracy
  - 1999: Candidatura - Migliori costumi per Titus
  - 2002: Candidatura - Migliori costumi per L'intrigo della collana
  - 2007: Vinto - Migliori costumi per Marie Antoinette
  - 2015: Vinto - Migliori costumi per Grand Budapest Hotel

- Festival internazionale del cinema di Berlino
  - 2017: Orso d'oro alla carriera

- BAFTA Awards
  - 1976: Candidatura - Migliori costumi per Barry Lyndon,
  - 1982: Vinto - Migliori costumi per Momenti di gloria
  - 1986: Vinto - Migliori costumi per Cotton Club,
  - 1987: Candidatura - Migliori costumi per La mia Africa
  - 1991: Candidatura - Migliori costumi per Dick Tracy
  - 2007: Candidatura - Migliori costumi per Marie Antoinette
  - 2015: Vinto - Migliori costumi per Grand Budapest Hotel
  - 2022: Candidatura - Migliori costumi per The French Dispatch of the Liberty, Kansas Evening Sun

- Costume Designers Guild Awards
  - 2001: Vinto - Premio alla Carriera
  - 2005: Vinto - Migliori costumi per Le avventure acquatiche di Steve Zissou
  - 2005: Candidatura - Migliori costumi per Ocean's Twelve
  - 2007: Candidatura - Migliori costumi per Marie Antoinette

- David di Donatello
  - 1990: Candidatura - Migliori costumi per Mio caro dottor Gräsler
  - 2008: Vinto - Migliori costumi per I Viceré

- Nastro d'argento
  - 1989: Candidatura - Migliori costumi per Tucker - Un uomo e il suo sogno
  - 2007: Vinto - Migliori costumi per Marie Antoinette
  - 2008: Vinto - Migliori costumi per I Viceré
  - 2012: Candidatura - Miglior produttore per Un giorno questo dolore ti sarà utile
  - 2014: Vinto - Migliori costumi per Grand Budapest Hotel

- Ciak d'oro
  - 1990: Candidatura - Migliori costumi per Mio caro dottor Gräsler